# Xynomaia verrilli
Xynomaia verrilli is een krabbensoort uit de familie van de Cryptochiridae. De wetenschappelijke naam van de soort is voor het eerst geldig gepubliceerd in 1957 door Fize & Serène.